# Kaede (1991年生の歌手)
Kaede（かえで、1991年9月15日 - ）は、日本の歌手であり、女性アイドルグループ「Negicco」のメンバー。2019年から正式なソロ活動を開始した。愛称は「かえぽ」。血液型はB型。

## 人物
- Negiccoメンバーの中で最年少。立ち位置は下手、メンバーカラーはピンク。
- ラジオ好きとして知られる。特に深夜ラジオが好みで『うしろシティ 星のギガボディ』（TBSラジオ）のリスナー。
  - 2019年5月23日、番組内でソロ楽曲「飛花落葉」を先行OA解禁した。
- RAM RIDERのインターネットラジオ『AUDIO GALAXY』のリスナーで、ゲスト出演することもある[1]。
- 2019年3月16日、『NNSプレゼンツ 909 Music Hourz』（YBSラジオ）にスペシャルパーソナリティとしてconnieと出演。2時間番組の後半は自ら構成を担当した。
- ピアノの弾き語りを披露することがある[2][3]。
- スカートの澤部渡と親交が深く、楽曲提供を受けたり、生誕ライブで共演をしている[4]。
- 好きな食べ物は親子丼。右利き（ボールを投げるなどの力を入れる時は左だが、基本的には右利き）[5]。愛犬はペキニーズ。名前は「ゆき（ゆきにーず）」。
- スキマスイッチのファンであることを公言している[6][7][8]。
- 新潟大学工学部卒業。2015年4月、新潟薬科大学より特定研究員に任命[9]。
- Negicco House（モバイルファンクラブ）で「Kaede研究所」を連載している。
- 「私をネギーに連れてって in Naeba」の「Negiccoと早起き!」コーナーで、合唱やヨガの先生となり指導した。
- シチューにご飯はアリ派。

## 略歴
- 2003年7月20日 - Negicco結成。
- 2014年3月 - 新潟大学工学部を卒業。
- 2015年4月 - 新潟薬科大学より特定研究員に任命[9]。
- 2015年9月15日 - 東京・青山月見ル君想フにて『Kaede 生誕祭 〜月見ルAcoustic live〜』開催（バックバンド：スカート）[10]。
- 2016年1月14日 - サニーデイ・サービス『苺畑でつかまえて』のミュージック・ビデオに出演[11]。
- 2016年9月15日、17日 - 東京・渋谷duo MUSIC EXCHANGE、新潟・高田世界館にて『Kaede生誕祭〜Quarter of century〜』を開催（バックバンド：スカート）[12]。
- 2017年9月6日 - シマダボーイのアルバム『Rainbow and Serpent』のリード曲『GLOMOROUS LIFE』でヴォーカルを担当[13]。
- 2017年9月15日 - 東京・渋谷duo MUSIC EXCHANGEにて『Kaede生誕祭〜pack my memories〜』開催（バックバンド：スカート）[14]。
- 2017年10月15日 - 新潟・ジョイアミーアにて開催された「堂島孝平 × SOLO TOUR 2017『今年も、ゆく』」新潟公演にゲスト出演。
- 2018年9月9日 - 東京・SOUND MUSEUM VISIONにて『AUDIO GALAXY presents RAM RIDER LIVE 2018』にゲスト出演[15]。
- 2018年9月15日 - 東京・WWW Xにて『Kaede生誕祭〜usual road〜』開催（バックバンド：スカート）[16]。
- 2018年10月27日 - 東京・北とぴあドームホールにて櫛引彩香『19th anniversary concert 「みんなが聴きたい櫛引彩香」』にスペシャルゲストとして出演[17]。
- 2018年10月28日 - 新潟・新潟日報メディアシップにて開催された「受け継がれる古町芸妓の文化」～伝統の世界で自分らしく生きる～」に参加、日本舞踊を披露。
- 2018年11月17日 - 新潟・ジョイアミーアにて開催された「堂島孝平 × SOLO TOUR 2018『またまた、ゆく』」新潟公演にゲスト出演[18]。

### 2019年
- 2月1日 - 正式なソロ活動を行っていくことを発表[19]。
- 3月16日 - YBSラジオ「NNSプレゼンツ 909 Music Hourz」にスペシャルパーソナリティとして出演。番組の後半は自ら構成を担当した。
- 4月23日 - CD-Rシングル『クラウドナイン』をリリース[20][21]。
- 4月23日 - 新潟・ジョイアミーアにて『「クラウドナイン」リリース記念アコースティックミニライブ』を開催（pf：sugarbeans）。
- 4月27日 - 東京・東京キネマ倶楽部にて『Kaedeソロ始めます。を伝えるライブ 2019春』を開催（バンドメンバー：sugarbeans（Key）、千ヶ崎学（B / KIRINJI）、設楽博臣（G）、張替智広（Dr / キンモクセイ）[22][23]。
- 5月 - バカリズムのライブ『image』でエンディング曲『just imagine』の歌唱を担当（RAM RIDER製作）[24]。
- 6月18日 - ミニアルバム『深夜。あなたは今日を振り返り、また新しい朝だね。』をリリース[25][26]。
- 6月-7月 - 『「深夜。あなたは今日を振り返り、また新しい朝だね。」リリース記念アコースティックミニツアー』を全国7会場で開催[27]。
  - 6月18日、キチム（東京）w/sugarbeans
  - 6月19日、風知空知（東京）w/sugarbeans
  - 6月21日、ジョイアミーア（新潟）w/sugarbeans
  - 6月23日、金沢21世紀美術館（金沢）w/佐藤優介
  - 6月29日、ロフトプラスワンWEST（大阪）w/佐藤優介
  - 6月30日、K.Dハポン（名古屋）w/佐藤優介
  - 7月6日、高田世界館（新潟）w/飯野桃子（テスラは泣かない。）
- 8月17日 - 東京・代官山UNITにて『はじめてのツーマン～武藤彩未×Kaede(Negicco)～』を開催[28]。
- 9月8日 - 東京・銀座ソニーパーク PARK B4にて『Park Live』を開催（pf：sugarbeans）。
- 9月15日 - 東京・神田明神ホールにて『Kaede生誕イベント「over the moon」』を開催（バックバンド：スカート）[29][30]。
- 10月6日 - 新潟・ジョイアミーアにて『Kaede「Remember You」リリース記念ライブ』を開催（ゲスト：堂島孝平、pf：小田朋美（CRCK/LCKS））。
- 10月15日 - シングル『Remember You』をリリース[31][32]。
- 11月17日 - 新潟・ジョイアミーアにて開催された「堂島孝平 × SOLO TOUR 2019-2020『秋昧』」にゲスト出演[33]。

### 2020年
- 1月18日 - タワーレコード渋谷店地下1階CUTUP STUDIOにて開催された「渋谷店&新宿店presents『タワレコLIVE 40』スカート×Kaede (Negicco)」にスカートと出演。
- 2月-3月 - Kaede Acoustic Live Tour 2020「on the way」を全国3会場で開催。全公演にサポートで佐藤優介（鍵盤）が参加。
  - 2月11日、K.Dハポン（愛知県）
  - 2月14日、レストラン ぽるとカーブドッチ（新潟県）
  - 2月24日、カフェ モーツァルト アトリエ（宮城県）
- 5月2日 - 「Kaede生配信ライブ」を配信。
- 5月24日 - 「Kaede生配信ライブ」を配信。
- 7月5日 - Kaedeオンラインライブ「Acoustic Live Tour 2020”on the way” Tour Final」を配信。
- 9月11日 - Kaedeオンライン生誕イベント「beside you」を配信。
- 9月19日 - Kaede「秋の惑星、ハートはナイトブルー。」発売記念Acoustic Liveを配信。
- 10月11日 - 「Kaede Acoustic Live 2020.10.11」を配信。
- 11月15日 - 「Kaede Acoustic Live 2020.11.15」を配信。

### 2021年
- 1月 - 学生時代の同級生である一般男性と結婚[34]。
- 2月27日 - 「Kaede Acoustic Live 2021.2.27」を配信。
- 3月21日 - 「Kaede Acoustic Live 2021 -霞の楓-」 りゅーとぴあ（新潟市民芸術文化会館）能楽堂（新潟県）w/佐藤優介(Key)、岩崎なおみ(Ba)、高橋結子(Per)
- 3月26日 - 「Negicco Kaede＋connie"複"業トークライブ」を配信。
- 3月28日 - 「Tokyo Night View Live」を配信。
- 5月1,2日 - 「Kaede -Calm days-」ジョイア・ミーア（新潟県）w/佐藤優介
- 6月23日 - 脅迫被害を受けていたこと、被疑者が逮捕されたことを報告[35]。

### 2022年
- 5月13日 - 第1子妊娠を発表[36]。
- 10月19日 - 第1子出産を報告[37]。

### 2025年
- 4月24日、第2子妊娠を発表[38]。

## 作品

### シングル
- あの娘が暮らす街（まであとどれくらい?）（作詞：澤部渡、作曲：澤部渡、編曲：スカート） - 2017年9月17日発売。MV - YouTube
  - c/w それもきっとしあわせ（作詞：堀込高樹、作曲：堀込泰行、編曲：スカート。鈴木亜美 joins キリンジのカバー）
- ただいまの魔法（作詞・作曲・編曲：和田唱（TRICERATOPS）） - 2018年9月19日発売。MV - YouTube
  - c/w スウィート・リグレット（作詞・作曲：澤部渡、編曲：スカート）
- クラウドナイン（作詞・作曲・編曲：佐藤優介（カメラ＝万年筆）） - 2019年4月23日発売・TPRC-0221。MV - YouTube
  - c/w おめでとう（作詞：Kaede、作曲・編曲：佐藤優介）
  - 正式にソロ活動を行なっていく出発点としての手焼きCD-Rシングル
  - 10インチアナログを2020年9月15日発売・TPRV-0051。
- Remember You（作詞・作曲・編曲：堂島孝平） - 2019年10月15日発売・TPRC-0232【CD版】・TPRV-0048【7inchアナログ版】MV - YouTube
  - c/w 蛍の光（作詞・作曲：尾崎世界観、編曲：佐藤優介。私立恵比寿中学のカバー。ピアノ演奏はKaede）
  - タイトルトラックのみ2019年9月15日からストリーミングで先行配信
- サイクルズ（作詞・作曲・編曲：田中ヤコブ） - 2021年9月15日発売・TPRC-0281【CD版】・TPRV-0058【7inchアナログ版】MV - YouTube
  - c/w ((( escape )))（作詞：原田郁子、作曲・編曲：溫蒂漫步 Wendy Wander）
  - 7インチアナログを2021年11月27日発売・TPRV-0058。
- 光の射すままに（作詞・作曲・編曲：グソクムズ） - 2022年3月29日発売・TPRC-0290【CD版】MV - YouTube
  - c/w カラッポで満たして（作詞・作曲・編曲：The Recreations）
  - 7インチアナログを2022年5月31日発売・TPRV-0059。

### ミニアルバム
- 深夜。あなたは今日を振り返り、また新しい朝だね。 - 2019年6月18日発売・TPRC-0222
  - あたらしい歌（作詞・作曲：櫛引彩香、編曲：吉田一郎不可触世界）
  - クラウドナイン（作詞・作曲・編曲：佐藤優介）
  - キラキラ（作詞：アイコ、作曲：石坂義晴、編曲：advantage Lucy）
  - あなたは遠く（作詞・作曲・編曲：染谷大陽）
  - カエデの遠距離恋愛（作詞・作曲：曽我部恵一、編曲：台風クラブ）MV - YouTube
  - 飛花落葉（作詞・作曲・編曲：山崎ゆかり）MV - YouTube
    - ユカリサ1st Album『WATER』に山崎ゆかりによるリアレンジ・セルフカバーを収録（2020年4月8日発売）

  - 12inchアナログ盤を2019年9月15日にリリース（TPRV-0046）。
- 秋の惑星、ハートはナイトブルー。 - 2020年9月8日発売・TPRC-0256
  - 秋の惑星 -Opening-（作曲：染谷大陽、編曲：染谷大陽・角谷博栄）
  - 君が大人になって（作詞・作曲・編曲：染谷大陽）
  - モーニングコール（作詞：榊原香保里、作曲・編曲：染谷大陽）
  - さよならはハート仕掛け（作詞：榊原香保里、作曲・編曲：角谷博栄）
  - セピア色の九月（作詞：榊原香保里、作曲：永井祐介、編曲：染谷大陽）
  - ジュピター（作詞・作曲・編曲：角谷博栄）
  - ハートはナイトブルー -Ending-（作曲：染谷大陽、編曲：染谷大陽・角谷博栄）
  - 12インチアナログレコードを2020年11月24日発売・TPRV-0055

### アルバム
- 今の私は変わり続けてあの頃の私でいられてる。 - 2020年1月1日発売・TPRC-0242
  - 2020 (TRICERATOPS カバー)（作詞・作曲：和田唱、編曲：佐藤優介）
  - あの娘が暮らす街（まであとどれくらい?）（作詞・作曲：澤部渡、編曲：スカート）
  - スウィート・リグレット（作詞・作曲：澤部渡、編曲：スカート）
  - 微弱的流動（作詞・作曲・編曲：蘇偉安(EVERFOR)）
  - それもきっとしあわせ (鈴木亜美 joins キリンジ カバー)（作詞：堀込高樹、作曲：堀込泰行、編曲：スカート）
  - 永遠の断片（かけら）（作詞・作曲・編曲：伊藤ゴロー）
  - 花束（作詞・作曲・編曲：堀込泰行）
  - Remember You（作詞・作曲・編曲：堂島孝平）
  - 夜明けの部屋（作詞・作曲・編曲：王舟）
  - ただいまの魔法（作詞・作曲・編曲：和田唱）
  - アナログレコード盤を2020年4月27日にリリース（TPRV-0050）。
- Youth - Original Soundtrack - “架空の映画「Youth」のサウンドトラック”がテーマのコンセプトアルバム。2021年6月15日発売・初回生産限定盤:TPRC-0273、通常盤:TPRC-0274[39]
  - lumiere（作曲・編曲：佐藤優介）
  - 夏の十字路（作詞・作曲・編曲：佐藤優介）
  - ウェザーリポート（作曲・編曲：佐藤優介）
  - malizia（作曲・編曲：佐藤優介）
  - 化石採集（作詞・作曲・編曲：佐藤優介）
  - フラグメンツ（作曲・編曲：佐藤優介）
  - olmo（作曲・編曲：佐藤優介）
  - 生きる爆弾（作詞：鈴木慶一、作曲・編曲：佐藤優介）
  - ルームナンバー（作曲・編曲：佐藤優介）
  - Youth（作詞・作曲・編曲：佐藤優介）MV - YouTube
  - 初回限定盤（TPRC-0273）のBlu-rayには、2021年3月21日に無料生配信及び有観客で行われた「Kaede Acoustic Live 2021 霞の楓 at りゅーとぴあ」の様子を収録。

### 参加作品
- シマダボーイ『GLOMOROUS LIFE』（2017年9月6日、ヴォーカルを担当、アルバム『Rainbow and Serpent』収録）[13]
- バカリズムライブ『image』のエンディング曲『just imagine』（2019年5月、歌唱を担当、RAM RIDER製作）[24]
- コンピレーションアルバム「MAGICAL CONNECTION 2020」（2020年11月25日発売）に、Kaedeによる「Pinky Fluffy」（orig：SOLEIL）のカバーが収録。

## 出演

### テレビ
- 八千代ライブ（新潟総合テレビ、毎週金曜日15:50-16:50（生放送）、Negiccoメンバーの中から1人が週替わりに出演）
- 新潟ニュース６１０×金よう夜きらっと新潟　古町・万代スペシャル（NHK新潟、2020年12月4日）
- 金よう夜きらっと新潟 × 天才てれびくん　スペシャルステージ　(2023年7月28日)[40][41][42]
- Dearにっぽん（NHK総合、2023年8月12日）

### ラジオ
- ネギStyle（FM-NIIGATA、毎週金曜日21:00-21:30）
- 朝日山専門店 居酒屋 ヤン次郎兵衛（SOUND SPLASH内）（FM-NIIGATA、毎週木曜日18:26-、Negiccoメンバーの中から1人が週替わりで女将役として出演）
- FM-NIIGATA「SOUND SPLASH」臨時アシスタント（2018年8月16日、本間紗理奈が夏休みのため）
- NNSプレゼンツ 909 Music Hourz（YBSラジオ、2019年3月16日、スペシャルパーソナリティとしてconnieと出演。2時間番組の後半は自ら構成を担当した。）
- Podcast番組「radioDTM」（2019年6月12日配信）[43]
- アフター6ジャンクション（TBSラジオ、2020年9月15日）[44]
- 山崎怜奈の誰かに話したかったこと。（TOKYO FM、2021年1月28日）

### 書籍
- 別冊TV Bros. TBSラジオ全力特集 VOL.2（2018年10月1日、コメント掲載）[45]
- ヘッドフォンブック（2019年6月3日、スペシャルインタビュー掲載、CDジャーナル）
- CDジャーナル コラム「Kaede 深夜のつぶやき」（2019年夏号から連載）
- 月刊にいがた（2020年2月号、2020年10月号 ほか）インタビュー掲載

### ミュージック・ビデオ
- サニーデイ・サービス『苺畑でつかまえて』（2016年1月15日）[46]※Kaede出演[11]。

### その他
- 新潟県知事選挙 選挙啓発PR（2016年9月 - 10月）※Kaede出演
- 建設コンサルタンツ協会北陸支部「教えて!ケンコンさん〜Negicco Kaedeと巡る『まちの施設』in北陸〜」（2016年）※Kaedeがナレーションを担当

## エピソード
- 小学2-3年のとき従姉妹がタレント養成スクール「アップルリトルパフォーマーズ」に入るというのでついていったのが芸能を始めたきっかけ[47]。
- Negiccoのオーディションを受けたのは母の勧め。合格した4人の中では最年少で後輩だった(Nao☆・Megu：1期生、Miku：2期生、Kaede：4期生)。
- 2012年当時の個人的な夢は「音楽番組に出ること」。3年後の2015年にNHK「MUSIC JAPAN」に出演が実現した[48]。
- Negicco1stフルアルバム『Melody Palette』でジェーン・スーと出会い、撮影を通して良い影響を受けた。続くシングル『ときめきのヘッドライナー』では髪型をショートにするよう提案され実現、変われたきっかけになったという[49]。
- Perfumeが『GAME』ツアーのときにNegicco一人一人の名前を知っていたのにビックリした。『MUSIC JAPAN』に出演時に楽屋へ行った際も、Meguのカレー好きの話が自然に出たという[50]。
- 新潟県内での仕事で印象に残っている思い出は、魚沼市の薬師スキー場で開催された「薬師スキーカーニバル」。雪でできたステージの上で滑りながらもパフォーマンスした[51]。
- 2018年2月、DDTプロレスリングが管理するアイアンマンヘビーメタル級王座を保持していた[52] (第1289代王者、期間：2018年2月23日〜3月2日。スーパー・ササダンゴ・マシンより奪取)
- 2018年9月、古町芸妓の世界を体験しようと日本舞踊に挑戦した（新潟日報みらい大学・みらい学科）[53]